# Кайруан (футбольный клуб)
ЖС Кайруан  (араб. الشبيبة الرياضية القيروانية‎), или ЖСК — тунисский футбольный клуб из одноимённого города. Домашние матчи команда проводит на Стад Али Зуауи, вмещающем около 15 000 зрителей. 
Предшественником клуба «ЖС Кайруан» было спортивное объединение Кайруана, созданное в 1926 году, в которое входили как тунисские, так и французские спортсмены. В 1941 году объединение было распущено. А 20 февраля 1943 года был образован нынешний спортивный клуб «ЖС Кайруан», на общем собрании было выбрано руководство новой организации. 
Футбольная команда «ЖС Кайруана» дебютировала в Чемпионате Профессиональной Лиги 1, главном футбольном турнире Туниса, в сезоне 1972/73. А вскоре к клубу пришёл неожиданный успех, в сезоне 1976/77 «Кайруан» под руководством югославского тренера Драгана Василевича стал чемпионом Туниса. Лидером той команды был Кемаис Лабиди, а лучшим бомбардиром турнира — Монсеф Уада. Последний с 71-ю голами в Лиге 1 является также лучшим нападающим «Кайруана» за всё время выступления клуба в элите тунисского футбола. 
Впоследствии «Кайруан» играл в основном роль середняка в Лиге 1, иногда вылетая во вторую лигу. В чемпионате 1992/93 команда стала серебряным призёром, а в 1995/96 «Кайруан» вышел в финал Кубка Туниса, где уступил (1:2) «Этуалю дю Сахелю».